# Люттов-Фаллун
Люттов-Фаллун (нем. Lüttow-Valluhn) — община в Германии, в земле Мекленбург-Передняя Померания.
Входит в состав района Людвигслуст. Подчиняется управлению Царрентин.  Население составляет 815 человек (на 31 декабря 2010 года). Занимает площадь 24,30 км².
Коммуна подразделяется на 4 сельских округа.